# ダヴィト・カチャラヴァ
ダヴィト・カチャラヴァ（グルジア語: დავით კაჭარავა、グルジア語ラテン翻字: Davit Kacharava、1985年1月16日 – ）は、ジョージアのラグビーユニオン選手。主たるポジションはセンター。

## 概要
カチャラヴァは2009/10シーズンから2011/12シーズンまでフランス・フェデラール1のニースに所属し、続いてロデーズに所属。2013年からはラグビープレミアリーグのエニセイSTMに所属し、2015/16シーズンには欧州チャレンジカップに出場した。
彼はジョージア代表として120試合超に出場。2007年ワールドカップでは2試合に出場し1トライを記録。2011年ワールドカップではプールステージ4試合すべてに出場した。